# Waterstoniella masii
Waterstoniella masii är en stekelart som först beskrevs av Grandi 1921.  Waterstoniella masii ingår i släktet Waterstoniella och familjen fikonsteklar. Inga underarter finns listade i Catalogue of Life.